# Vlag van Geetbets
De vlag van Geetbets werd door de gemeenteraad op 27 januari 1987 officieel vastgesteld als de gemeentelijke vlag van de Vlaams-Brabantse gemeente Geetbets. Op 26 mei 1987 werd hij door het Bestuur van Vlaanderen bevestigd en uiteindelijk gepubliceerd op 3 december 1987 in het officiële Belgisch Staatsblad.
Officieel wordt de vlag beschreven als:
Drie banen van groen, van wit en van rood, waarvan de middelste golvend is, hoogteverhouding 2 : 1 : 2.
De kleuren zijn ontleend aan het gemeentewapen, terwijl de golvende streep de rivier de Gete symboliseert.

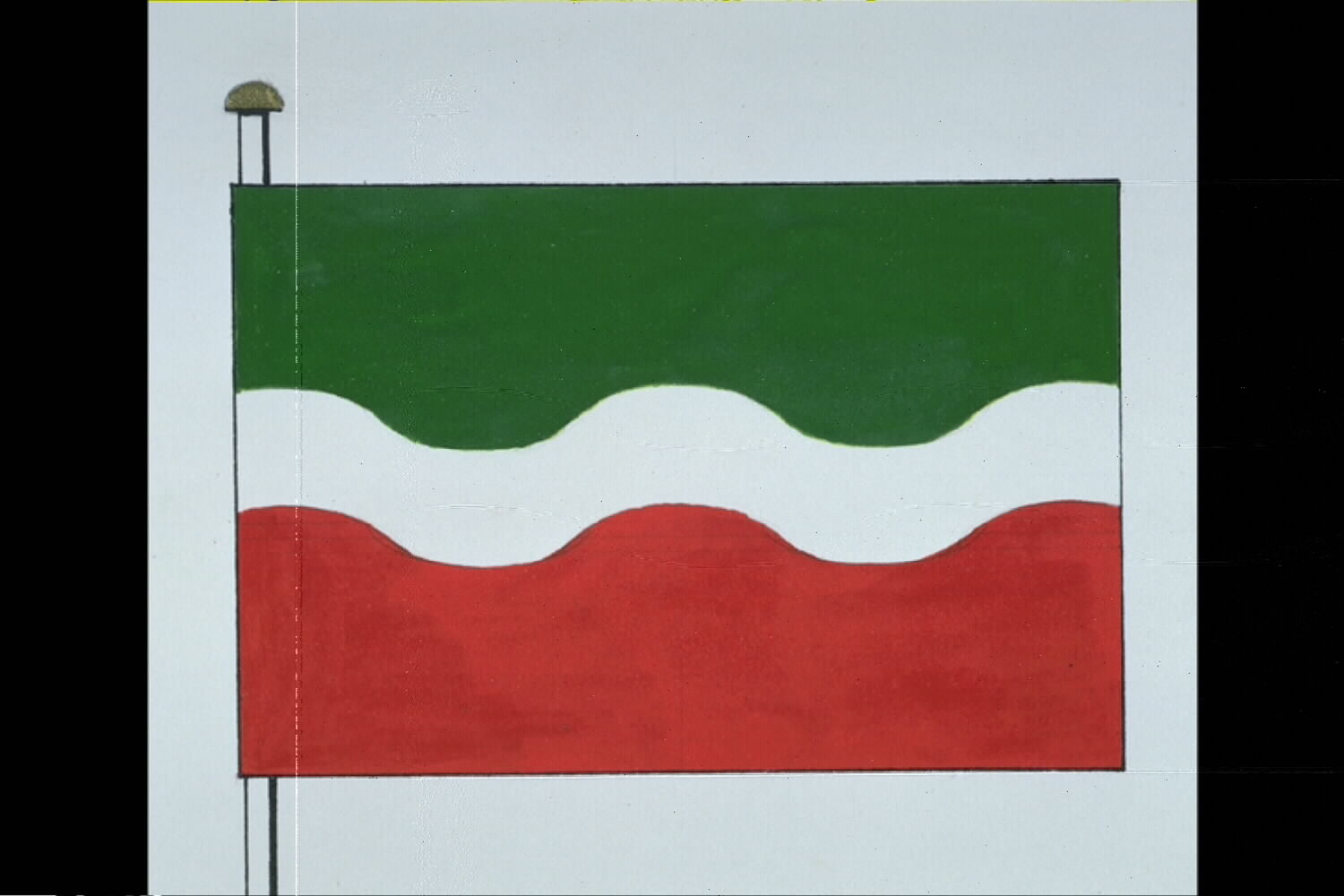
Officiële tekening van de vlag